# Pinduoduo
Pinduoduo Inc. este un retailer online din China, cu accent pe industria agriculturii tradiționale.
Pinduoduo a generat valoarea brută a mărfurilor (GMV) de 2,44 trilioane RMB (383 miliarde USD) în 2021. Afacerea este cel mai mare produs al PDD Holdings, care deține și piața online Temu din Irlanda.

## Istoric
Pinduoduo a fost fondat în 2015 de către omul de afaceri chinez și inginer de software Colin Huang.
La 7 iunie 2018, Legal Evening News a raportat că Pinduoduo a investigat și a închis magazine și a eliminat listele care încălcau politica platformei sale împotriva pornografiei și violenței, în urma unui raport anterior al ziarului.
La 20 ianuarie 2019, Pinduoduo a raportat poliției furtul de către hackeri care au exploatat o lacună în sistemul lor și au furat vouchere în valoare de zeci de milioane de yuani.
În timpul blocării inițiale de COVID-19 în China, în 2020, Pinduoduo a început un program pentru a ajuta fermierii din mediul rural chinez să-și vândă produsele online clienților, în loc să se bazeze pe piețele tradiționale în persoană. În august 2020, Pinduoduo a lansat Duo Duo Maicai, un serviciu care le permite consumatorilor să precomande alimente pentru ridicare din locațiile desemnate.
La 5 iulie 2022, un tribunal din Shanghai a respins un proces al unui rezident local care îl acuza pe Pinduoduo că a înșelat într-un eveniment promoțional.
În septembrie 2022, compania asemănătoare lui Pinduoduo, Temu, a fost lansată în SUA de către PDD Holdings. În 2023, PDD Holdings și-a schimbat domiciliul legal din Shanghai în Dublin.

### Produse contrafăcute
În 2018, Pinduoduo a fost analizat în urma unui val de presă negativă care a acuzat compania de produse de calitate inferioară și imitație. Compania a răspuns printr-o scrisoare deschisă în care afirmă că, într-o singură săptămână în August, a închis 1.128 de magazine, a eliminat peste 4 milioane de înregistrări și a blocat publicarea a 450.000 de listări de bunuri suspectate contrafăcute. Compania a dezvăluit, de asemenea, că a eliminat 500.715 de articole și a închis peste 40 de magazine până la 4 Februarie 2020, pentru a proteja consumatorii de măștile contrafăcute și substandard vândute de comercianți care speră să profite pe fondul pandemiei COVID-19.
În aprilie 2019, Pinduoduo a fost numit pentru prima dată în lista Biroului Reprezentantului comercial al Statelor Unite ale Americii a piețelor notorii pentru produse contrafăcute și piraterie. Începând cu 2023, Pinduoduo rămâne listată ca o piață notorie.

### Probleme legate de programele malware
În 2023, Google a eliminat aplicația lui Pinduoduo din Magazinul Play, după ce o firmă chineză de securitate cibernetică a găsit malware în versiunile de aplicații disponibile în magazinele de aplicații din China. La două zile după lansarea unei actualizări pentru a răspunde preocupărilor, Pinduoduo a desființat echipa de ingineri și manageri de produs care au dezvoltat exploit-urile. Majoritatea echipei a fost transferată la Temu, lucrând în diferite departamente.
Șase echipe de securitate cibernetică intervievate de CNN – inclusiv firme Finlandeze, Ruse, Americane și Israeliene – precum și firma chineză de securitate cibernetică DarkNavy, toate au etichetat Pinduoduo drept malware sau potențial malware. Într-un raport al revistei Bloomberg News, un cercetător de la Kaspersky Labs a declarat următoarele: „Unele versiuni ale aplicației Pinduoduo conțineau coduri rău intenționate, care exploatau vulnerabilitățile Android cunoscute pentru a escalada privilegiile, a descărca și a executa module rău intenționate suplimentare, dintre care unele au obținut și acces la notificările și fișierele utilizatorilor”.

### Supravegherea foștilor angajați
În 2024, Financial Times și The Wall Street Journal au raportat că Pinduoduo folosește procese de supraveghere și non-concurență împotriva foștilor angajați care pleacă să lucreze pentru rivali.